# Tetrathyrus arafurae
Tetrathyrus arafurae is een vlokreeftensoort uit de familie van de Platyscelidae. De wetenschappelijke naam van de soort is voor het eerst geldig gepubliceerd in 1888 door Stebbing.